# Tiszatarján
Tiszatarján là một thị trấn thuộc hạt Borsod-Abaúj-Zemplén, Hungary. Thị trấn này có diện tích 40,39 km², dân số năm 2010 là 1421 người, mật độ 35 người/km².